# Mulberryhaven van Arromanches-les-Bains

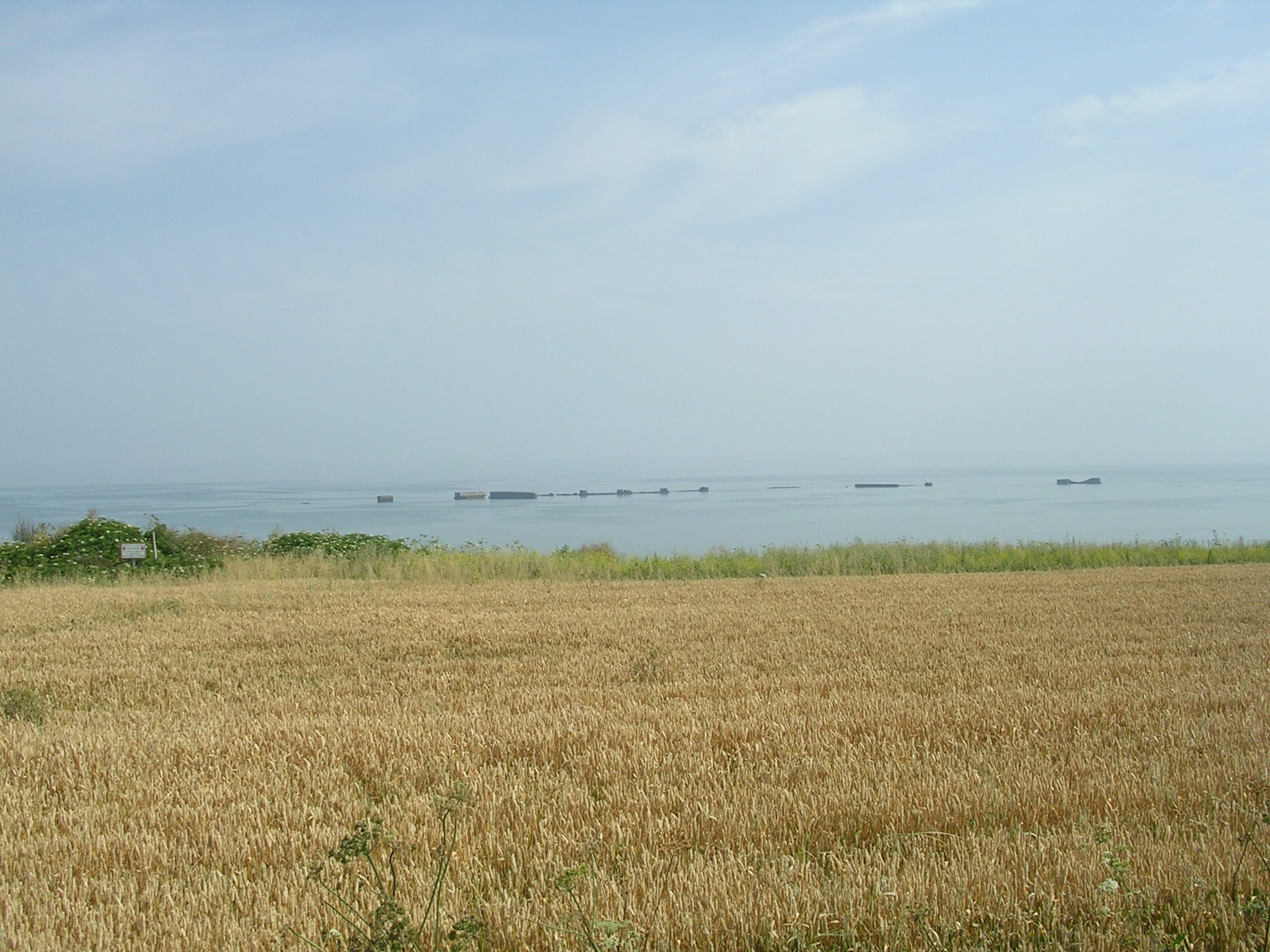
Golfbrekers van de voormalige Mulberryhaven van Arromanches

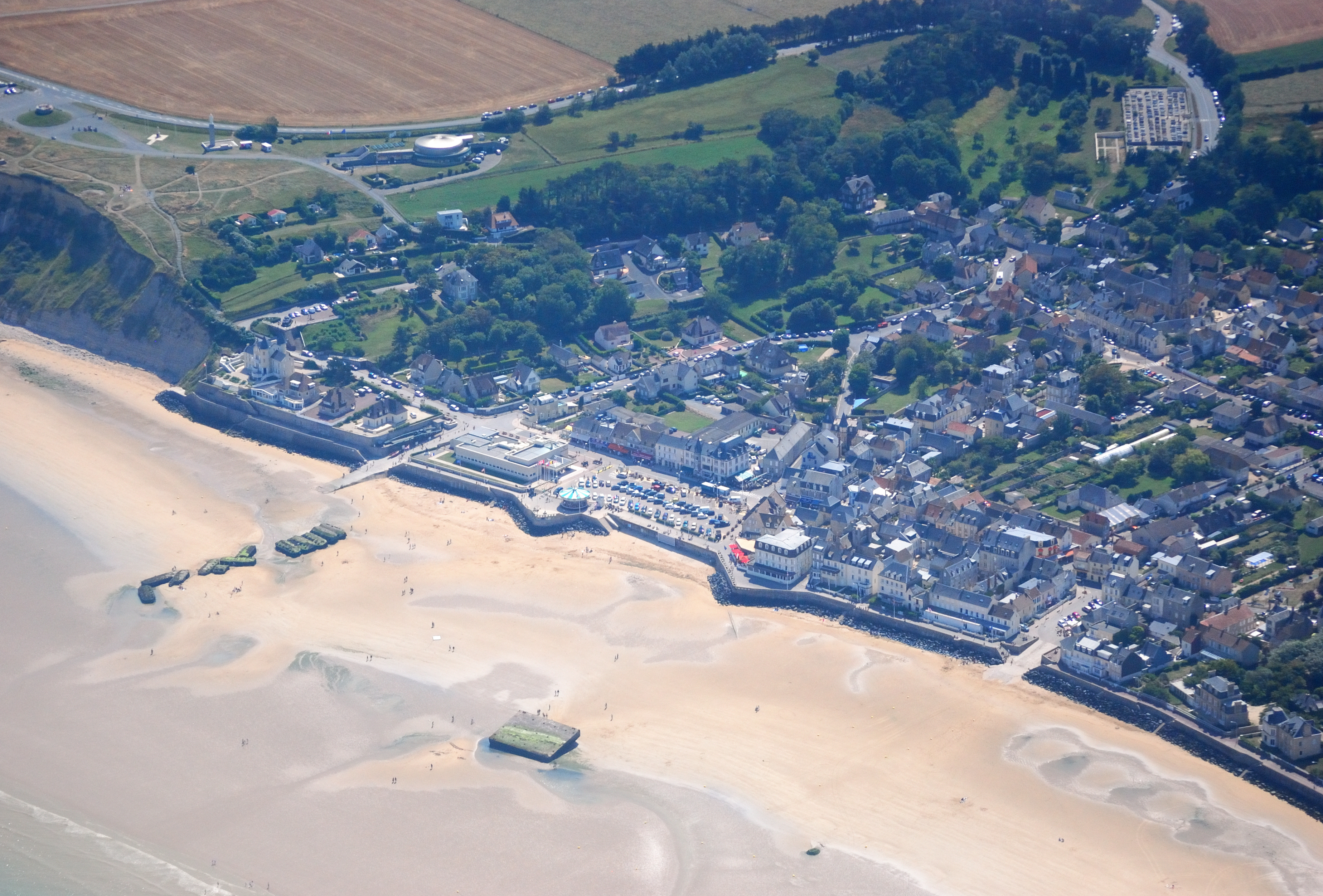
Strand van Arromanches bij eb

De Mulberryhaven van Arromanches-les-Bains was een van de twee Mulberryhavens die in 1944 na de landing in Normandië werden aangelegd. Deze haven bij Arromanches-les-Bains was nodig om na de invasie de geallieerde troepen te kunnen blijven bevoorraden en groot materieel aan land te kunnen brengen. Hiervoor was het nodig dat schepen met een grote diepgang konden aanmeren. De bestaande zeehavens in Normandië waren moeilijk in te nemen en zouden naar verwachting ook door de Duitsers onklaar worden gemaakt.
Met de aanleg van de tijdelijke haven werd op 7 juni 1944 gestart door het tot zinken brengen van oude oorlogs- en vrachtschepen (de z.g. Blockships waaronder de Nederlandse kruiser Sumatra). Op deze wijze ontstond een golfbreker met een totale lengte van ca. 7 km. Hierop volgend werden aan de zeezijde achter de gezonken schepen, zogenaamde Phoenix-caissons tot zinken gebracht. Deze caissons waren in het geheim vooraf al in Engeland vervaardigd en elk voorzien van een kanondek met Bofors-luchtafweergeschut geschutskoepel. 
In de luwte van de golfbreker werden, uit stalen pontons opgebouwde, drijvende loskaden aangelegd (de 'Whale' of 'Lobnitz-pieren'), die via drijvende bruggen verbinding kregen met de stranden van Arromanches. Deze rechthoekige pontons van beton en staal waren op vier hoeken voorzien van 30 meter lange, beweegbare steunpilaren. Door middel van deze steunpilaren konden de pontons de getijdebewegingen volgen en kon onafhankelijk van het getij ononderbroken worden gelost. 
Om de loscapaciteit van de pontons te vergroten werden betonnen pontons als een soort tussenkaden, tussen de verankerde (hoofd-)kade pontons geplaatst.
De lospontons werden door middel van drijvende pieren verbonden met het vasteland. De genie had alles nauwkeurig voorbereid en zorgde dat bij de bouw van de haven ook goede afvoerwegen werden aangelegd richting het achterland.
De haven functioneerde goed maar werd na enkele dagen (19 juni 1944) geteisterd door een zware voorjaarsstorm welke drie dagen aanhield. Hier waren de Mulburryhavens niet op berekend. Bij de haven van Arromanches was de schade te herstellen waardoor deze een belangrijke bijdrage heeft kunnen leveren bij de bevoorrading van de manschappen.
In Arromanches-les-Bains is een museum gevestigd dat door middel van maquettes en films een goed beeld geeft van deze tijdelijke haven tijdens de Tweede Wereldoorlog. De haven bestaat niet meer, maar een deel van de caissons is voor de kust blijven liggen.